# Ouges
Ouges [uʒ] ist eine französische Gemeinde mit 1.505 Einwohnern (Stand: 1. Januar 2022) im Département Côte-d’Or in der Region Bourgogne-Franche-Comté. Die Gemeinde gehört zum Arrondissement Dijon und zum Kanton Longvic (bis 2015: Kanton Chenôve). Die Einwohner werden Ougeois genannt.

## Geographie
Ouges liegt etwa sieben Kilometer südsüdöstlich von Dijon am Canal de Bourgogne und gehört zum Weinbaugebiet Bourgogne. Umgeben wird Ouges von den Nachbargemeinden Longvic im Norden, Neuilly-Crimolois mit Neuilly-lès-Dijon im Osten und Nordosten, Rouvres-en-Plaine im Osten und Südosten, Bretenière im Süden und Südosten sowie Fénay im Westen und Südwesten.
In der Gemeinde liegt der südliche Teil des Flughafens Dijon-Bourgogne mit der Base aérienne  102.

## Bevölkerungsentwicklung
| Jahr                       | 1962 | 1968 | 1975 | 1982 | 1990 | 1999 | 2006 | 2013  | 2019 |
| Einwohner                  | 1157 | 1138 | 1028 | 797  | 965  | 1043 | 1212 | 1.342 | 1604 |
| Quellen: Cassini und INSEE |      |      |      |      |      |      |      |       |      |

## Sehenswürdigkeiten

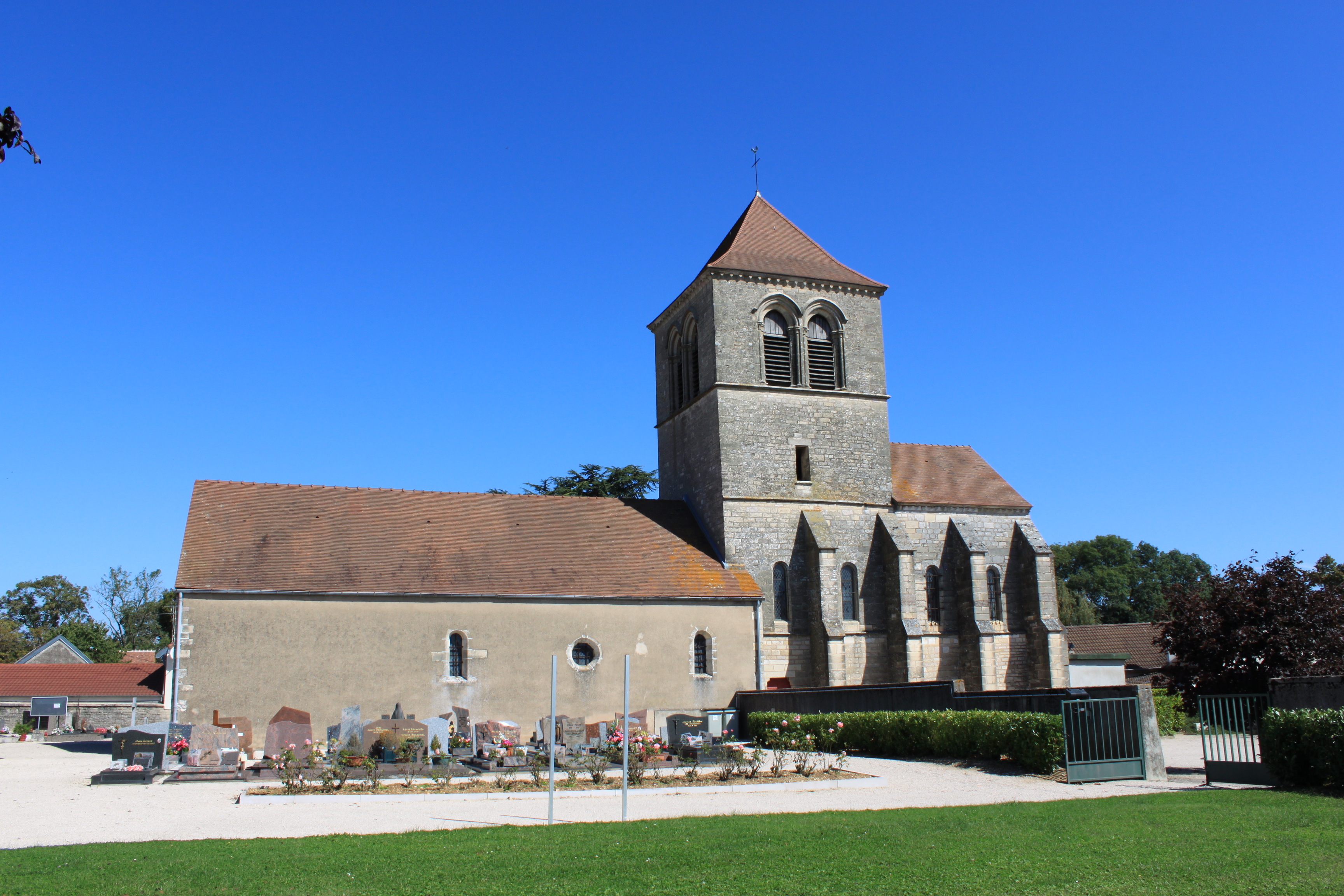
Kirche
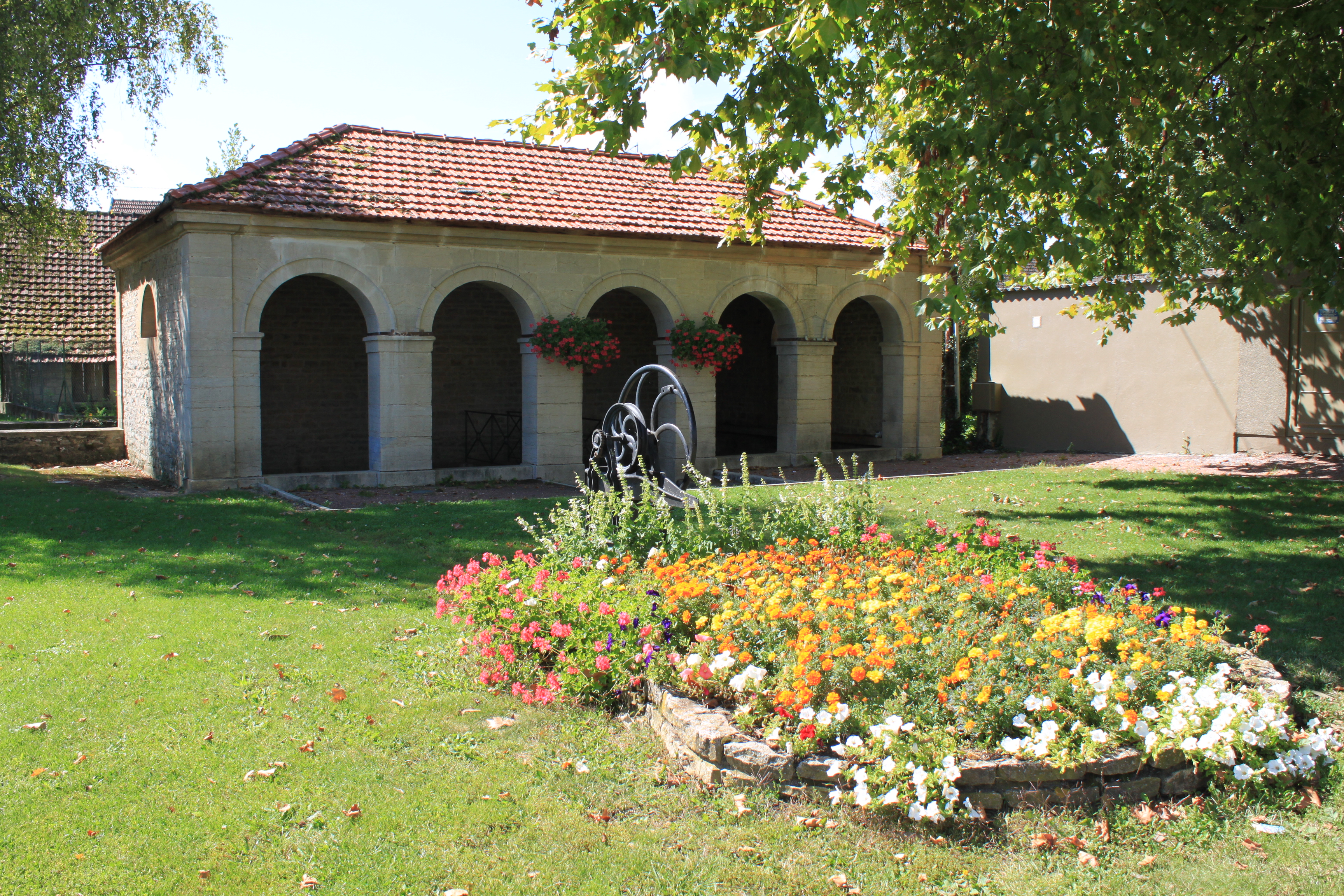
Drei Waschhäuser

- Kirche
- Waschhaus

## Verkehr

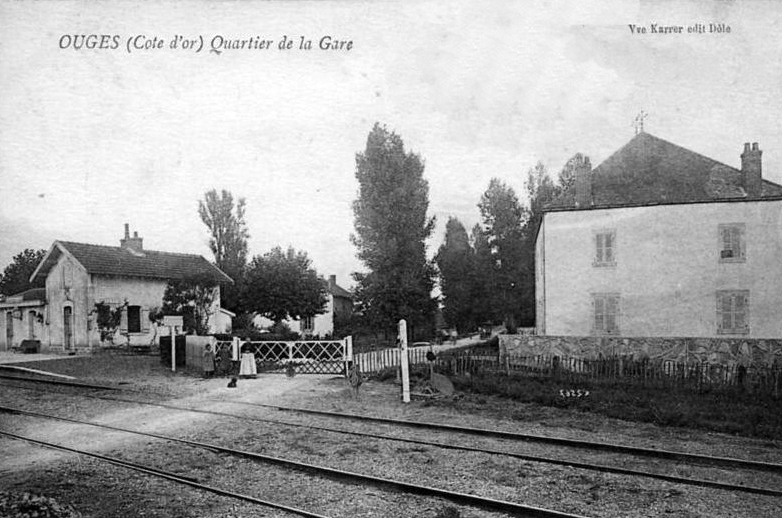
Eisenbahn-Haltestelle Ouges mit damaliger Nationalstraße N 396 (um 1900)

Ouges hat eine Bahnstation an der Bahnstrecke Dijon-Ville–Saint-Amour, die in diesem Abschnitt im Juni 1882 von der Compagnie des chemins de fer de Paris à Lyon et à la Méditerranée (PLM) eröffnet wurde. Dort halten heute Regionalzüge des TER Bourgogne-Franche-Comté.
Durch die Gemeinde verlaufen die Departementsstraßen D 996 (von 1933 bis 1973: Nationalstraße N 396), D 968 und D 108. Im Süden quert die Autobahn A 31 ohne eine Anschlussstelle das Gemeindegebiet.  